# Santa María Polo Club
Santa María Polo Club es un club de polo español situado en Sotogrande, en el municipio gaditano de San Roque. Está considerado como uno de los clubes más importantes del mundo. Sus instalaciones cuentan con nueve canchas agrupadas en tres lugares, llamados de Los Pinos, Río Sotogrande y Puente de Hierro.
El calendario anual de competiciones del club está compuesto por más de 30 torneos, entre los que destacan La Copa de Oro, la Copa de Plata, la Copa de Bronce, Memorial Pedro Domecq de la Riva, Memorial Conde de Guaqui, Memorial José Ignacio Domecq, Abierto Santa María y la Copa Fundador Enrique Zobel.

## Historia
El club tiene su origen en 1965, cuando Enrique Zobel construyó la cancha de La Playa. Dos años más tarde, en 1967, comenzaron a celebrarse torneos de polo de carácter familiar.
En 1971 se disputó por primera vez la Copa de Oro de Sotogrande. En 1973 comienza a disputarse la Copa de Plata, ganada por el equipo de Sotogrande, que ganó también las dos ediciones posteriores.
En 1984 Un temporal de mar arrasa la famosa cancha de La Playa por lo que entre 1985 y 1986 se crean las dos canchas actuales de El Río, donde aún se juegan torneos de mediano y alto Hándicap durante las Temporadas de Primavera e Invierno, y el Torneo Internacional de Verano.
En 1989, debido a la peste equina, es necesario suspender el Torneo Internacional de Verano por primera y última vez hasta la fecha.
Por primera vez, en el año 1990, dos conocidas marcas, como Peugeot-Talbot España o Coca-Cola, apuestan por el Torneo de Polo de Verano, consiguiendo profesionalizarlo.
En 1992, al encontrase con poco espacio para el club, se crean las canchas I y II de Puente de Hierro, las cuales aún se utilizan en torneos de mediano y bajo Hándicap durante todo año, siendo utilizas también durante el Torneo Internacional de Verano.
En 2001, el Torneo Internacional de Verano lleva a cabo su XXX edición, mientras se empieza el proyecto de las nuevas canchas de Los Pinos, que comenzaron a construirse en el año 2002 y se inauguran en el año 2008.
Santa María Polo Club ingresa en la Real Orden del Mérito Deportivo, al recibir la placa de bronce, en el año 2006.
El VII Play Off Europeo para la clasificación del mundial de México, se celebra en Santa María Polo Club en el año 2007, y el equipo español consigue plaza para el mundial.
En 2011, el Torneo Internacional de Verano cumple 40 ediciones.
En 2019, el Torneo Internacional de Polo" cumple su 48 edición.

## Instalaciones

### Los Pinos
Es la zona principal, en ella se disputan los partidos alto hándicap del Torneo Internacional de Verano y gran parte de los torneos de invierno.
Dispone de 4 canchas de juego y una de taqueo. En Los Pinos encontramos las Entrecanchas A y B, en las que se encuentran, la zona comercial del Torneo Internacional de Verano y la zona de entretenimiento nocturno “After Polo Sotogrande”.
Su construcción empezó en el año 2002 y finalizó en el año 2008. Supuso que Santa María Polo Club se convirtiese en uno de los clubes más grandes e importantes del mundo.

### Río Sotogrande
Se disputan partidos de alto y mediano hándicap del Torneo Internacional de Verano y otros torneos de invierno y primavera.
Dispone de dos canchas y de una carpa preparada para su uso en eventos. También podemos encontrar el Restaurante La Quinta.
Su construcción comenzó en 1984 y se convirtió en la zona principal del club, debido a la destrucción de la cancha de La Playa, hasta la creación de Los Pinos.

### Puente de Hierro
Dispone de tres canchas, dos de ellas reservadas durante el Torneo Internacional de Verano para su uso en partidos de mediano y bajo hándicap.
Se inauguraron en el año 1992 y en ellas se encuentran las 39 cuadras de última generación que el club dispone.